# Гнаренбург
Гнаренбург (њем. Gnarrenburg) општина је у њемачкој савезној држави Доња Саксонија. Једно је од 57 општинских средишта округа Ротенбург (Виме). Према процјени из 2010. у општини је живјело 9.396 становника. Посједује регионалну шифру (AGS) 3357016.

## Географски и демографски подаци
Гнаренбург се налази у савезној држави Доња Саксонија у округу Ротенбург (Виме). Општина се налази на надморској висини од 10 метара. Површина општине износи 122,9 km². У самом мјесту је, према процјени из 2010. године, живјело 9.396 становника. Просјечна густина становништва износи 76 становника/km².